# Cipocereus bradei
Cipocereus bradei ist eine Pflanzenart aus der Gattung Cipocereus in der Familie der Kakteengewächse (Cactaceae). Das Artepitheton bradei ehrt den deutschen Botaniker Alexander Curt Brade (1881–1971), der lange am Botanischen Garten in Rio de Janeiro arbeitete.

## Beschreibung
Cipocereus bradei wächst mit verzweigten Trieben, die eine Wuchshöhe von bis 3,5 Metern und Durchmesser von 8 bis 9 Zentimetern erreichen. Die anfangs blau bereiften Triebe sind später gräulich blau. Es sind 8 bis 9 etwas aufgewölbte, etwa 1 Zentimeter hohe und bis 2,5 Zentimeter breite Rippen vorhanden, die zwischen den ovalen, fast kahlen Areolen scharf quergefurcht sind. Die  Dornen sind variabel und fehlen an älteren Trieben oft ganz. Die 1 bis 2 stechenden, schwarzen Mitteldornen sind abwärts oder aufwärts gerichtet und bis 3,5 Zentimeter lang. Die 4 bis 5 Randdornen sind bräunlich und weisen eine Länge von bis 1,5 Zentimetern auf.
Die Blüten sind bis 7,5 Zentimeter lang. Ihr Perikarpell und die Blütenröhre sind blau bereift. Die kugelförmigen, stark blau bereiften Früchte sind glatt und kahl. Sie weisen Durchmesser von bis 5,5 Zentimeter auf.

## Systematik, Verbreitung und Gefährdung
Cipocereus bradei ist im brasilianischen Bundesstaat Minas Gerais in der Region von Diamantina verbreitet.
Die Erstbeschreibung als Pilocereus bradei erfolgte 1942 durch Curt Backeberg und Otto Voll. Nigel Paul Taylor und Daniela Cristina Zappi (* 1965) stellten die Art 1991 in die Gattung Cipocereus. Weitere nomenklatorische Synonyme sind Cephalocereus bradei (Backeb. & Voll) Borg (1951), Pilosocereus bradei (Backeb. & Voll) Byles & G.D.Rowley (1957) und Pseudopilocereus bradei (Backeb. & Voll) Buxb. (1968).
Cipocereus bradei wurde in der Roten Liste gefährdeter Arten der IUCN von 2002 als „Endangered (EN)“, d. h. stark gefährdet, eingestuft. Im Jahr 2013 wird die Art als „Vulnerable (VU)“, d. h. als gefährdet geführt.

## Nachweise